# DN29
De DN29 (Drum Național 29 of Nationale weg 29) is een weg in Roemenië. Hij loopt van Suceava via Botoșani en Săveni naar Manoleasa. De weg is 99 kilometer lang.

## Europese wegen
De volgende Europese weg loopt met de DN29 mee:
- Suceava - Botoșani